# Myron (animal)
Myron es un género de serpientes de la familia Homalopsidae. Se distribuyen por el norte de Australia, Nueva Guinea y las islas Aru.

## Especies
Se reconocen las siguientes:
- Myron karnsi Murphy, 2011
- Myron resetari Murphy, 2011
- Myron richardsonii Gray, 1849